# Mary Lowndes

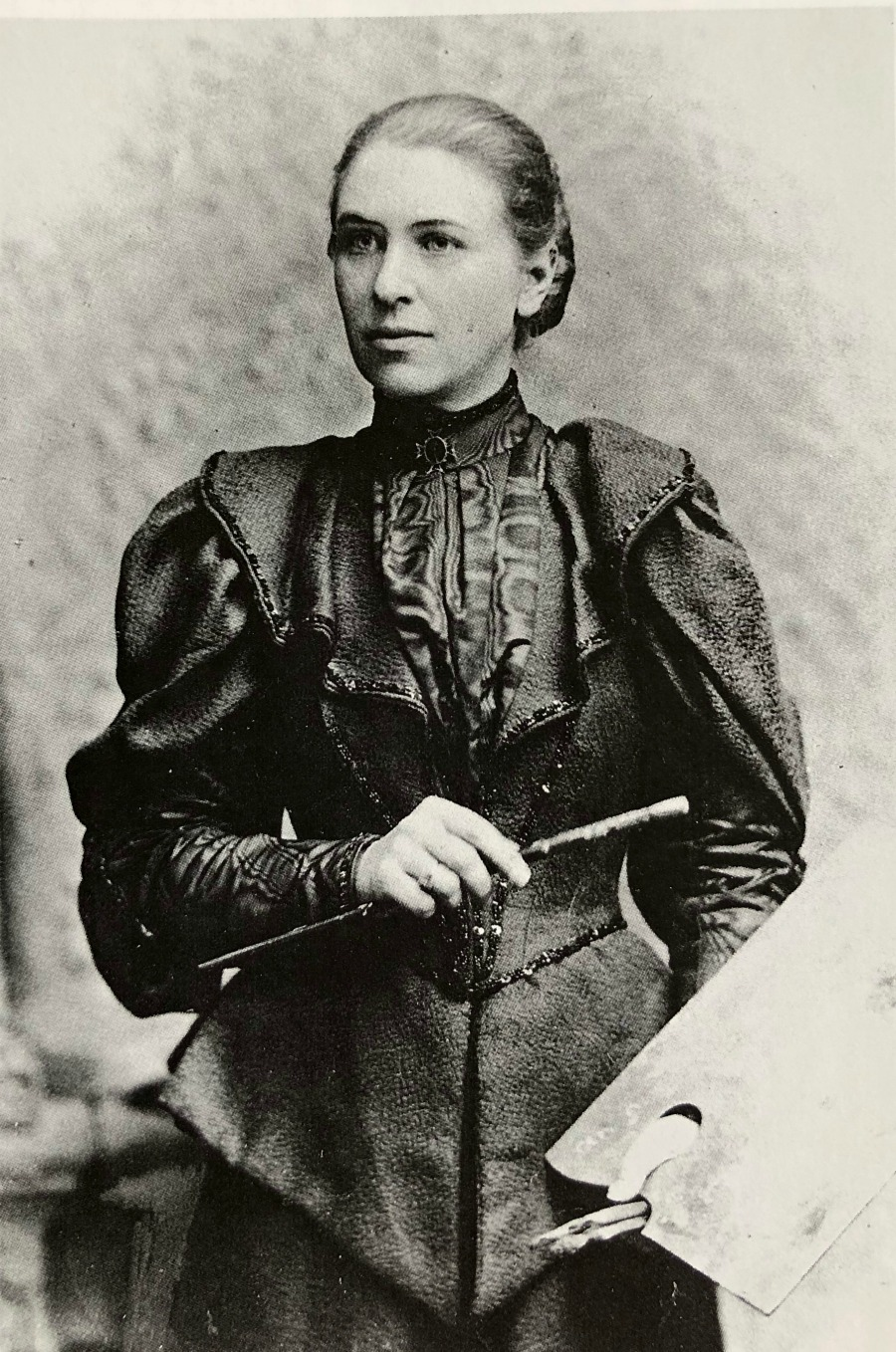
Mary Lowndes (1890)

Mary Lowndes (* 30. Dezember 1856 in Poole Keynes bei Cirencester; † 28. Februar 1929 in London) war eine britische Glasmalerin, Plakatkünstlerin und Suffragette. 1897 war sie Mitbegründerin des wegweisenden Glasmalereistudios Lowndes and Drury.

## Biographie

### Ausbildung und beruflichen Anfänge
Mary Lowndes wurde im Pfarrhaus von Poole Keynes in der Nähe von Cirencester geboren. Sie war eine Tochter von Annie Harriet Kaye (1827–1907) und des anglikanischen Rektors Richard Lowndes (1821–1898), die älteste von acht Geschwistern (vier Töchter, vier Söhne). Im Alter von 27 Jahren ging sie nach London, wo sie die Slade School of Fine Art besuchte. Außerdem nahm sie Privatunterricht bei dem Glasmaler Henry Holiday (1839–1927), bei dem sie auch das Zeichnen von Karikaturen lernte.
In dieser Zeit brachte sie sich selbst die Techniken der Glasmalerei bei. Von 1887 bis 1892 arbeitete sie als Glasmalerin für James Powell and Sons.  Ihr erstes eigenständiges Werk war 1893 ein zweiflügeliges Fenster mit dem Titel „Feed my sheep“ („Weide meine Schafe“) für die Kirche St. Peter in Hinton St. Mary, Dorset.
Anschließend lebte und arbeitete Lowndes im eigenen Atelier in Chelsea. Um ihre Werke fertigzustellen, fuhr sie nach Southwark in die Werkstatt von Britten and Gilson, wo sie das Glas für ihre Aufträge auswählte, es bemalte und das Brennen und Glasieren der Fenster überwachte. Sie war eine der ersten Frauen, die in den 1890er Jahren professionell in der Glasmalerei tätig waren.

### Lowndes and Drury

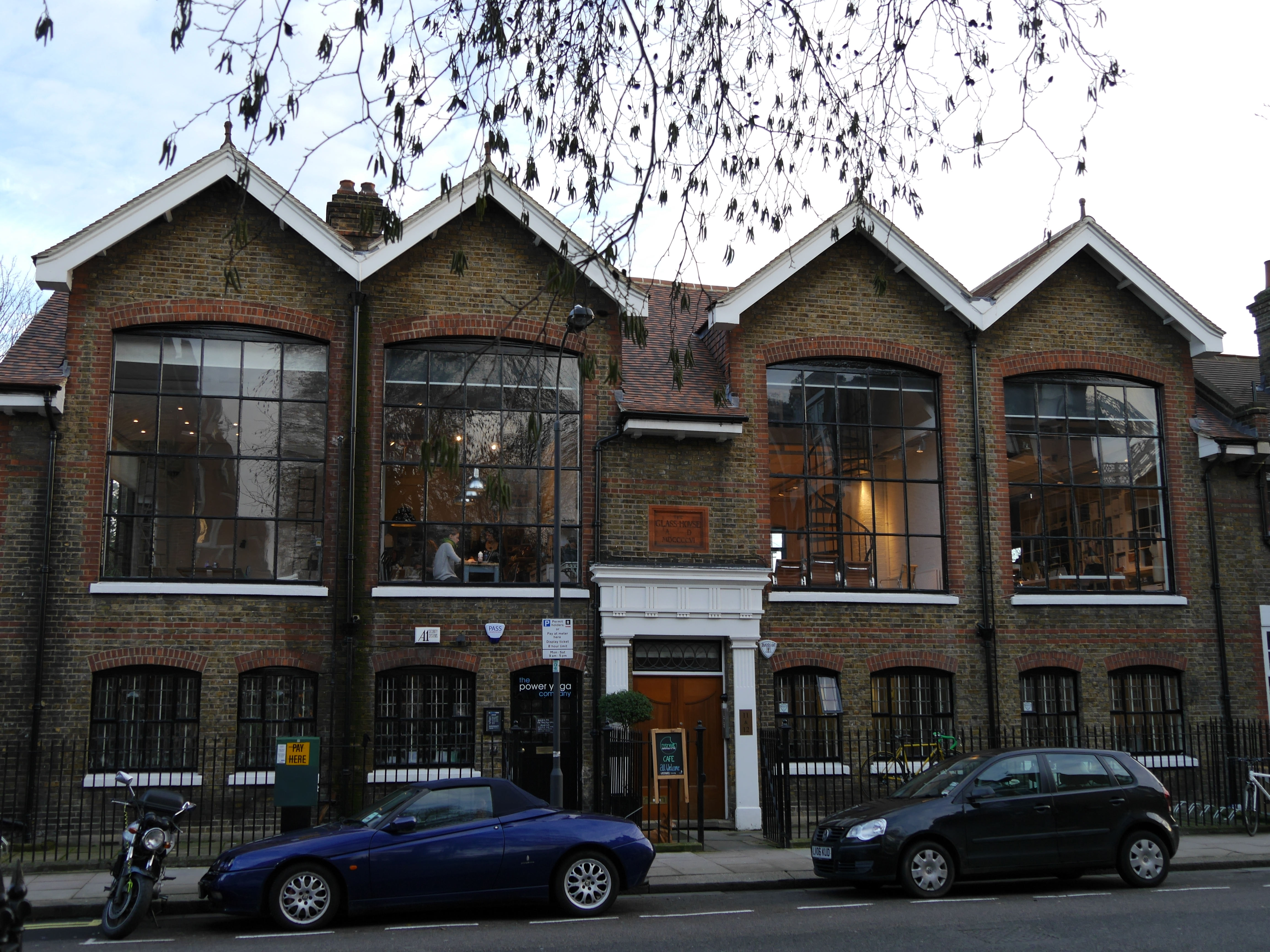
Das Glass House in Fulham (2014)

Während ihrer Arbeit in der Werkstatt von Britten and Gilson lernte Lowndes den Glasmaler Christopher Whall kennen. Lowndes bewunderte seine innovative Glasmalerei, und ihre frühen Arbeiten zeigen seinen künstlerischen Einfluss. Von Whall ermutigt gründete sie 1897 gemeinsam mit Alfred Drury die eigene Studio-Werkstatt Lowndes and Drury in Chelsea. Drury war Meister in der Werkstatt von Britten and Gilson und gemeinsam mit Whall Dozent für Glasmalerei an der Central School of Arts and Crafts. Das neue Unternehmen sollte den Künstlern des Arts and Crafts Movements um Einrichtungen und ständiges Personal, einschließlich Schleifer, Glaser und Ofenarbeiter, bereitzustellen, damit die Künstler der Glasmalerei am gesamten Prozess der Ausführung eines Entwurfs teilnehmen konnten, technische Einrichtungen bereitstellen, die es ihnen ermöglichten, an allen Phasen ihrer Glasmalerei-Aufträge zu arbeiten, vom Entwurf über die Auswahl des Glases bis hin zur Bemalung und Verglasung.
Die Partnerschaft wurde mit einer Anfangsinvestition von 30 Pfund von jedem Partner begründet. Lowndes stellte außerdem ein Darlehen in Höhe von 200 Pfund zur Verfügung, und weitere Darlehen in Höhe von 280 Pfund kamen von Lowndes’ Lebensgefährtin Barbara Forbes, ihrer Tante Alice Vivian Kaye und ihrer Freundin J.F. Pearson. Zusammen mit der kleinen Investition von Drury wurde die neue Firma in den ersten Jahren von diesen vier Frauen finanziert.
Lowndes leitete das neue Unternehmen zusammen mit Drury, entschied sich jedoch, nicht als Chefdesignerin der Werkstatt tätig zu sein, sondern wie andere Kunden der Werkstatt in erster Linie deren Einrichtungen zu nutzen. Ihre Glasmalerei war zu dieser Zeit sehr populär, und sie schuf Werke für Pfarrkirchen in ganz England und Wales.
Die Räumlichkeiten von Lowndes and Drury waren so gefragt, dass sie sich bald als zu klein erwiesen. Daher gründeten Lowndes and Drury 1906 das sogenannte Glass House in der Lettice Street in Fulham, das sich über vier Hausnummern erstreckte. Das Gebäude war als Glasmalerei-Atelier für Auftragsarbeiten von Lowndes and Drury und zur Nutzung durch unabhängige Künstler konzipiert mit einer Werkstatt, die von Christopher Whall und Drury geplant worden war. Zu Beginn des 19. Jahrhunderts galt das Glass House als die wichtigste Werkstatt für Glasmalerei der Arts and Crafts-Bewegung. Es zog viele Künstler an, darunter zahlreiche Frauen, die dort arbeiteten oder studierten. Drury beaufsichtigte die praktische Seite des Unternehmens, und Lowndes entwarf weiterhin Glasfenster und arbeitete mit anderen Künstlern zusammen, darunter mit Illustratorin Isobel Gloag (1865–1917), mit Malerin Emily Ford (1851–1930) und mit den Glaskünstlern Wilhelmina Geddes und Robert Anning Bell. Von den 1890er bis zu den 1920er Jahren entwarf und fertigte sie über 100 Fenster.

### Suffragettenbewegung
Ab den 1890er Jahren engagierte sich Mary Lowndes für das Frauenwahlrecht. 1899 nahm sie am Internationalen Frauenkongress in London teil. Im Januar 1907 gründete sie die Artists’ Suffrage League (ASL) und entwarf eindringliche Plakate, Postkarten, Weihnachtskarten und Banner für Veranstaltungen zum Frauenwahlrecht. Sie wurde Vorsitzende der ASL, und Barbara Forbes, ihre Lebensgefährtin, die Sekretärin.
Zwischen 1903 und 1914 begann Mary Lowndes wie andere Frauen, sich an öffentlichen Demonstrationen und anderen Aktivitäten zu beteiligen. 1910 schrieb sie einen Leitfaden, um Frauen bei der Erstellung ihrer eigenen Banner und Bannerherstellung zu unterstützen, und sagte über die Wahlrechtsbanner: „Wenn Ihr es nicht lesen wollt, so sollt ihr es bewundern. Wähle Purpur und Gold für den Ehrgeiz, Rot für den Mut, Grün für lang gehegte Hoffnungen […] Es ist eine Botschaft.“ Solche Banner wurden mit Motiven wie Blumen, brennenden Lampen, Muscheln, Sonnenstrahlen und geflügelten Herzen gestaltet und zu Ehren weiblicher Heldinnen wie Boudicca, Elizabeth Fry, Florence Nightingale, Marie Curie, Josephine Butler, Jane Austen, Mary Wollstonecraft, Charlotte Brontë und sogar „Victoria, Königin und Mutter“. Sie wurden zu Hunderten oder Tausenden bei den Londoner Veranstaltungen wie Hyde Park Rally 1910, From Prison to Citizenship 1911, Pilgrimage for Women’s Suffrage 1913 und später im selben Jahr beim Trauerzug für Emily Wilding Davison, „Märtyrerin“ der Suffragettenbewegung, die sich beim Epsom Derby unter das Pferd des Königs geworfen hatte, getragen. Ein Album mit Lowndes' originalen Bannerentwürfen (detailliert auf Papier in Aquarell und oft begleitet von Stoffmustern) befindet sich in der Women’s Library an der London School of Economics.
Lowndes leitete unter anderem den Vorstand der National Union of Women’s Suffrage Societies. Sie war Mitglied des Komitees der feministischen Zeitschrift The Englishwoman’s Review und schrieb regelmäßig Beiträge für diese Zeitschrift.

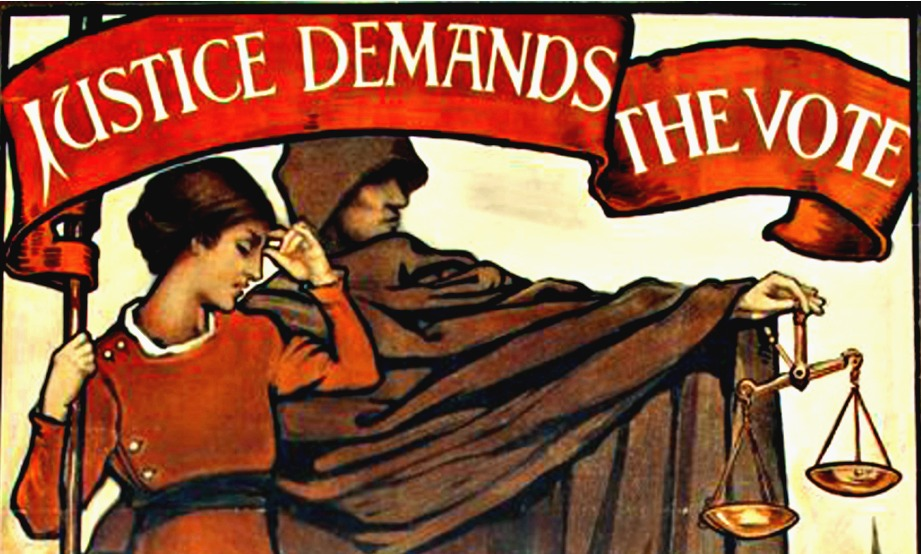
Suffragetten-Poster (1909)
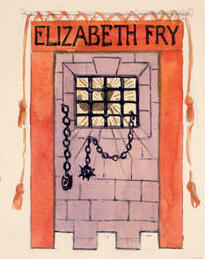
Banner zu Ehren der Gefängnisreformerin Elizabeth Fry
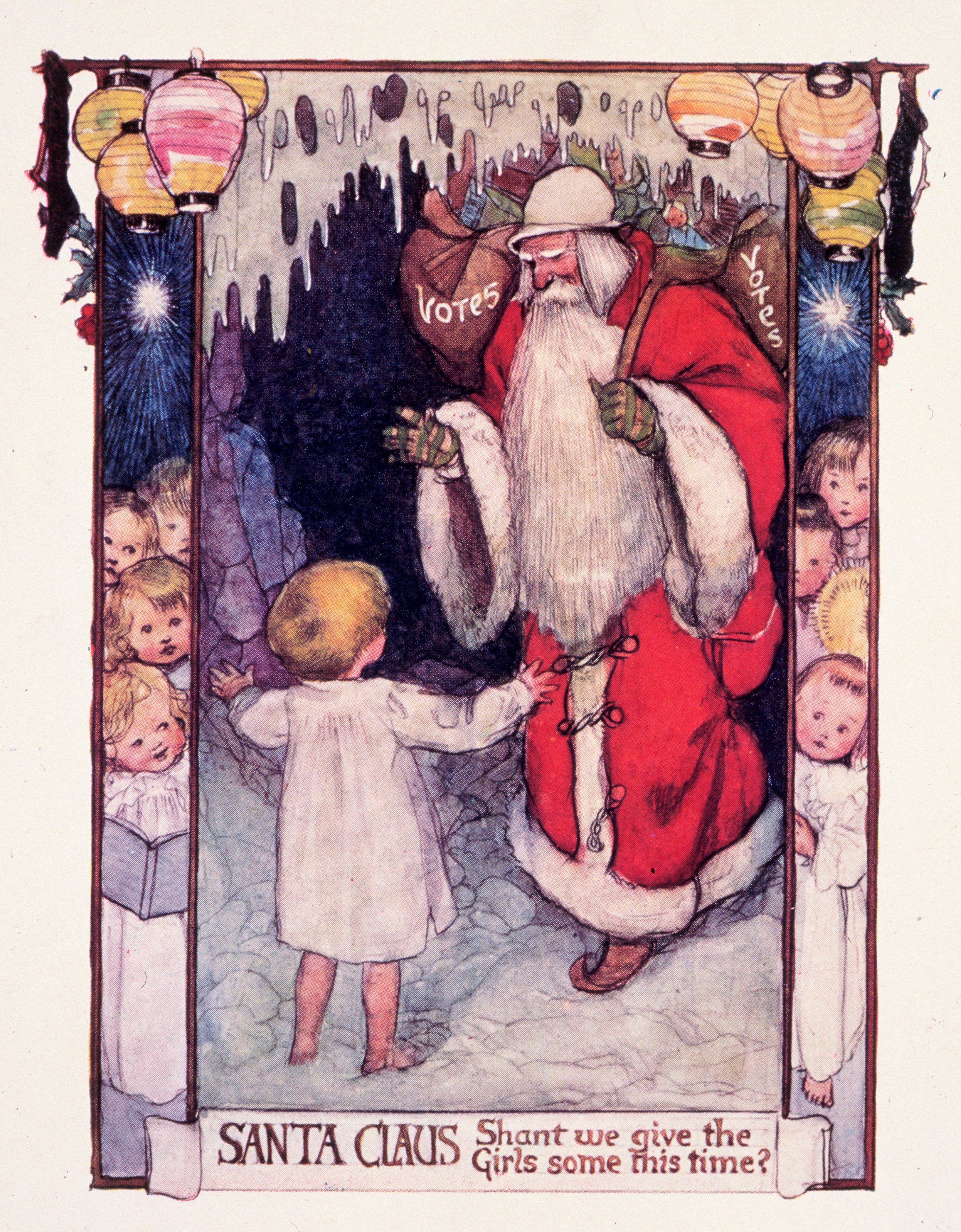
Santa Claus bringt Frauenwahlstimmen
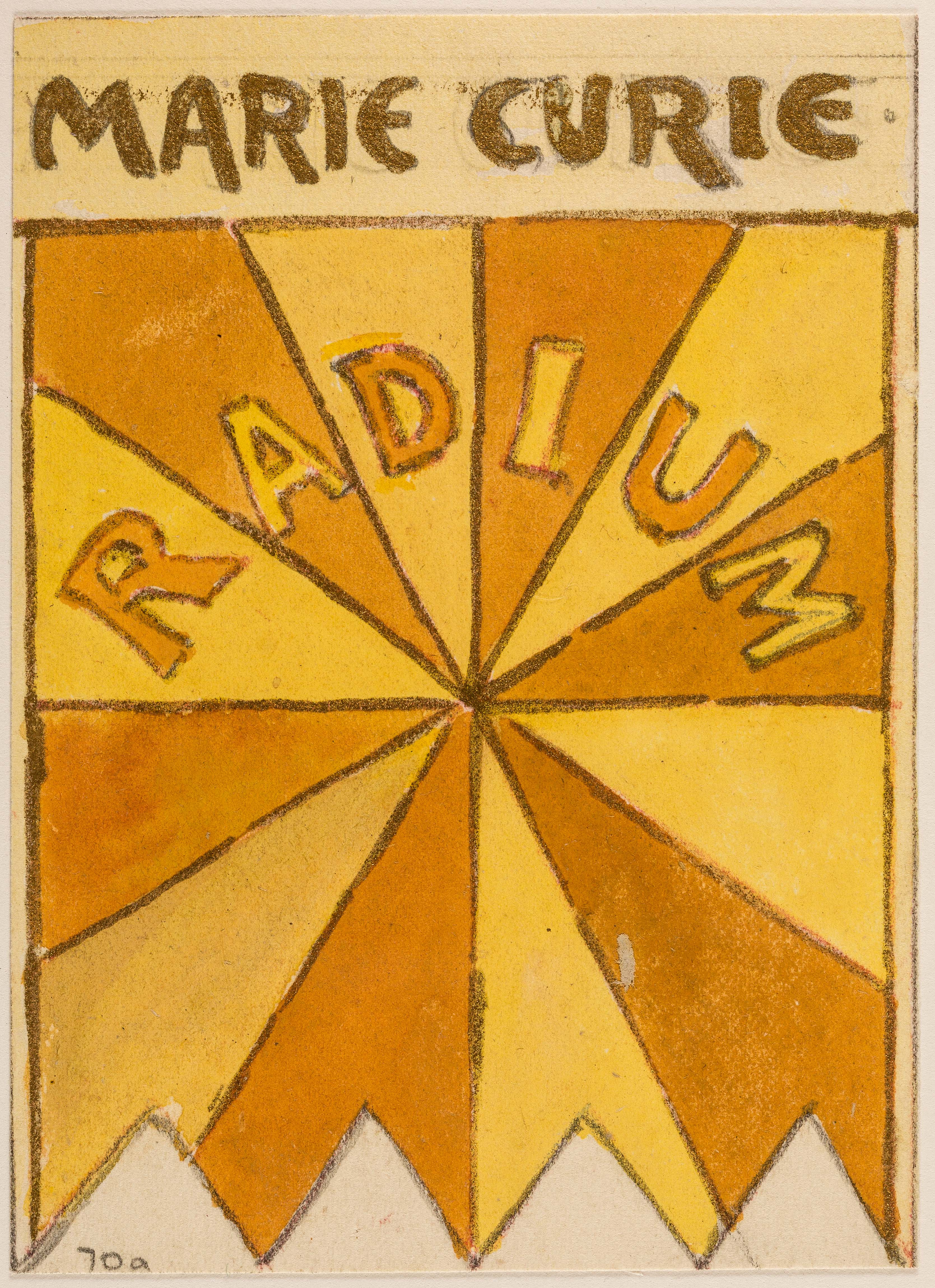
Banner für Marie Curie

## Privates
Mary Lowndes, die Zeit ihres Lebens an chronischem Asthma litt, starb am 28. Februar 1929 in ihrer Wohnung am Trafalgar Square und wurde in Buxted, East Sussex, beigesetzt. Ihren Besitz, darunter 15.000 Britische Pfund, hinterließ sie ihrer Lebensgefährtin und Schwägerin Barbara Forbes.

## Posthume Ehrung
Name und Bild von Mary Lowndes (und die von 58 weiteren Unterstützerinnen des Frauenwahlrechts) befinden sich auf dem Sockel der Millicent-Fawcett-Statue auf dem Parliament Square in London, die 2018 enthüllt wurde.

## Galerie

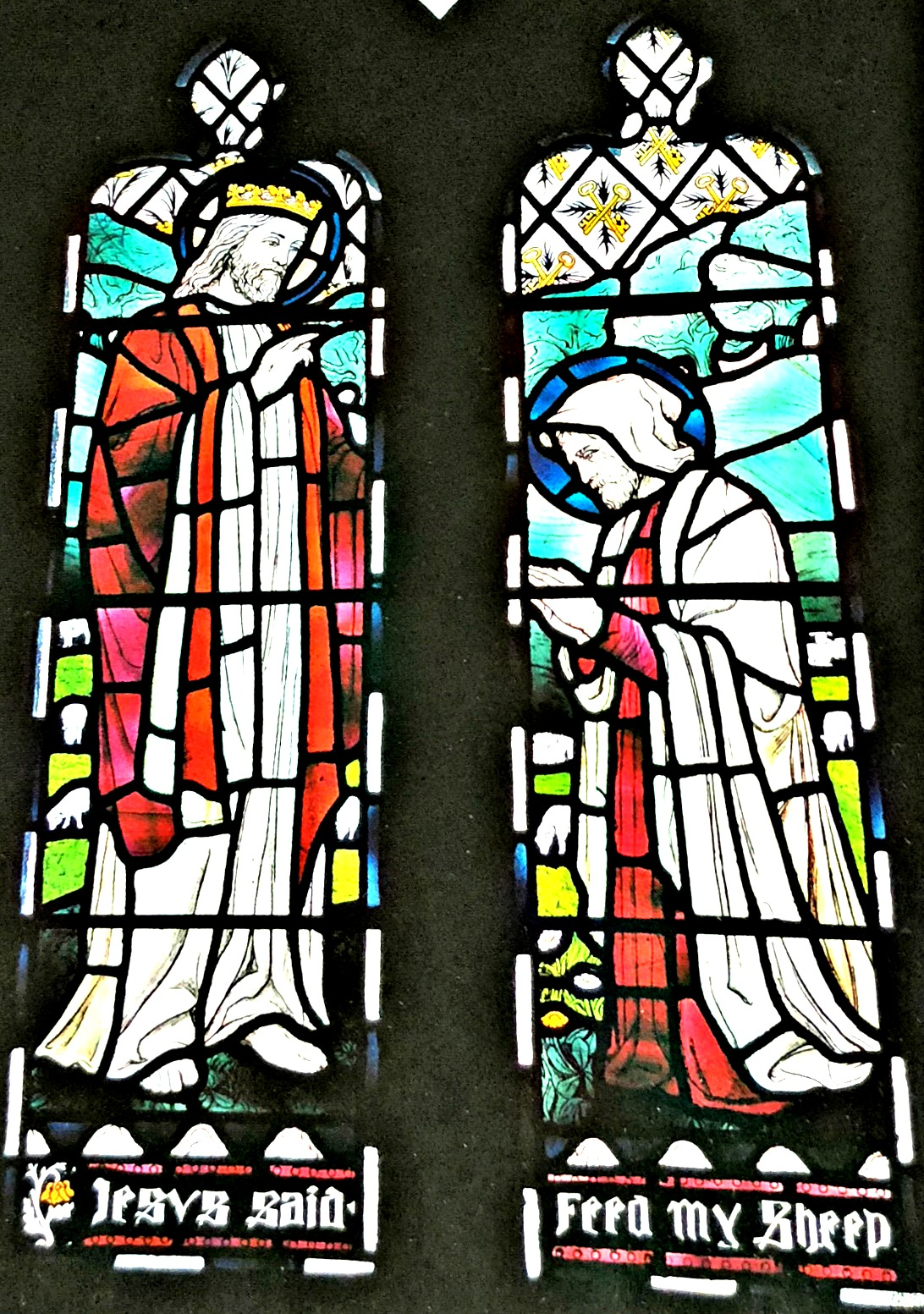
Lowndes’s first stained glass window, Hinton St Mary, Dorset (1893)
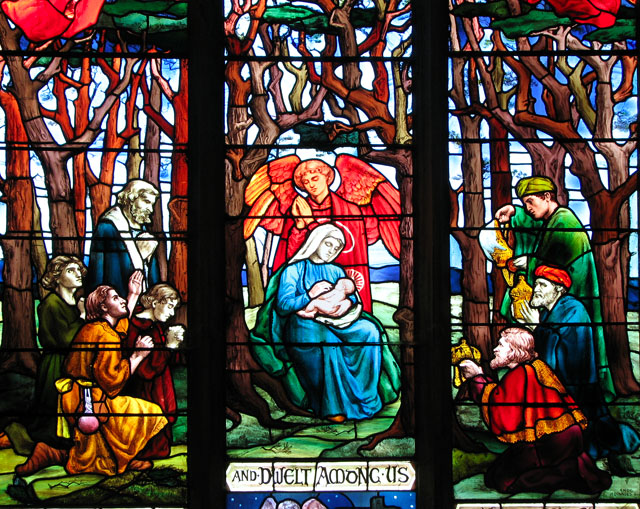
Sts Peter and Paul, Shropham, Norfolk (1898)
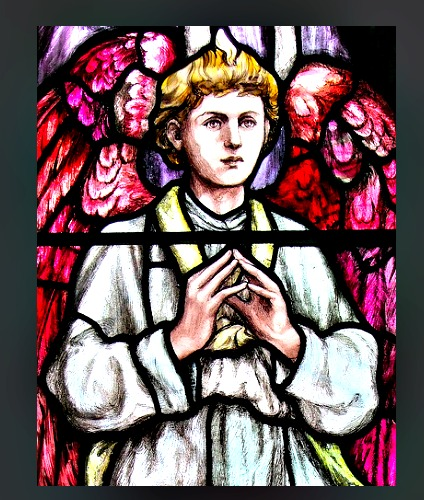
Sts Peter and Paul, Mersea Island, Essex (1905)
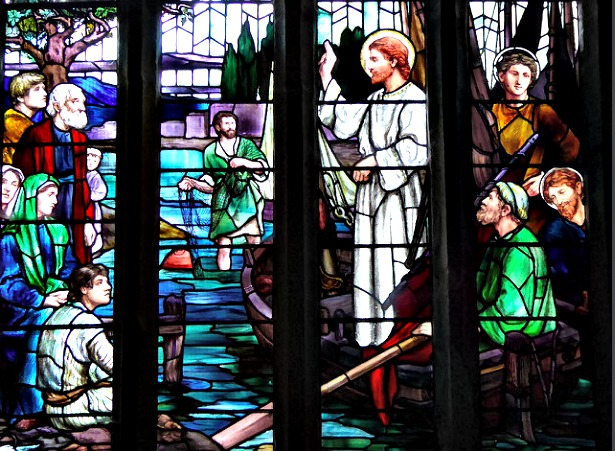
St Erme, Cornwall (1906)
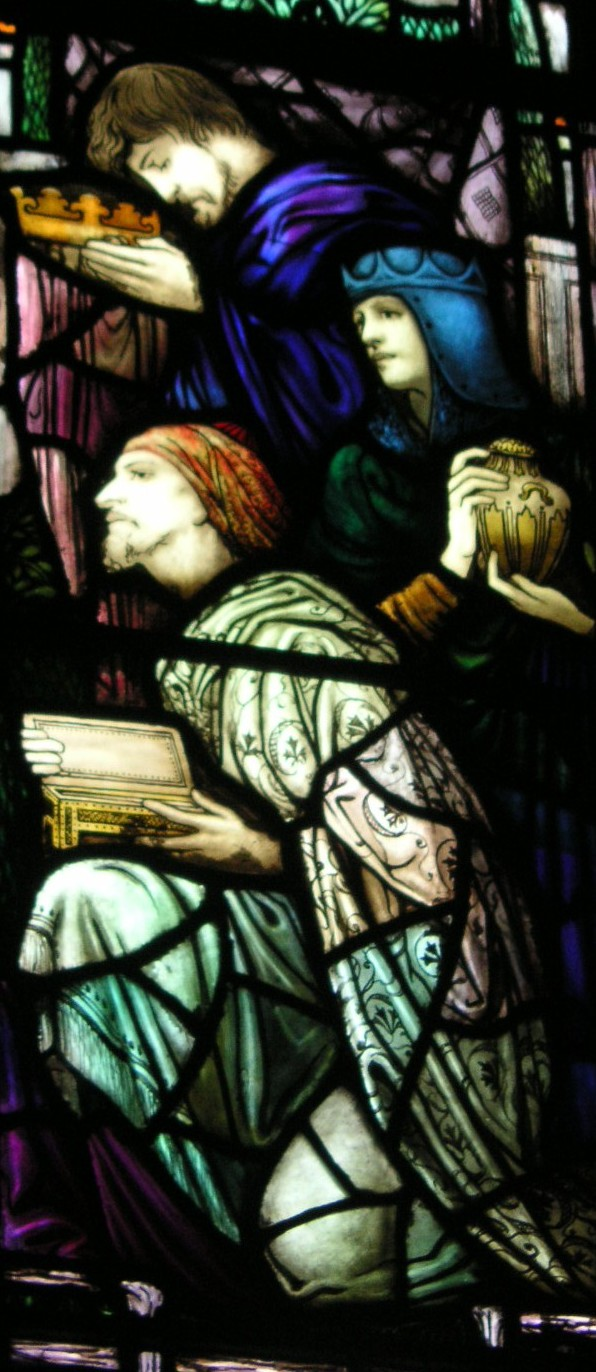
Taplow, Buckinghamshire, (1912)
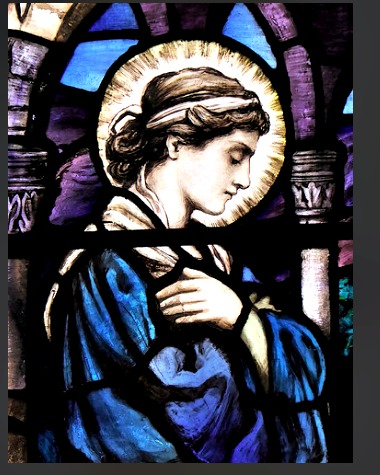
St Andrew, Meonstoke, Hampshire, 1906
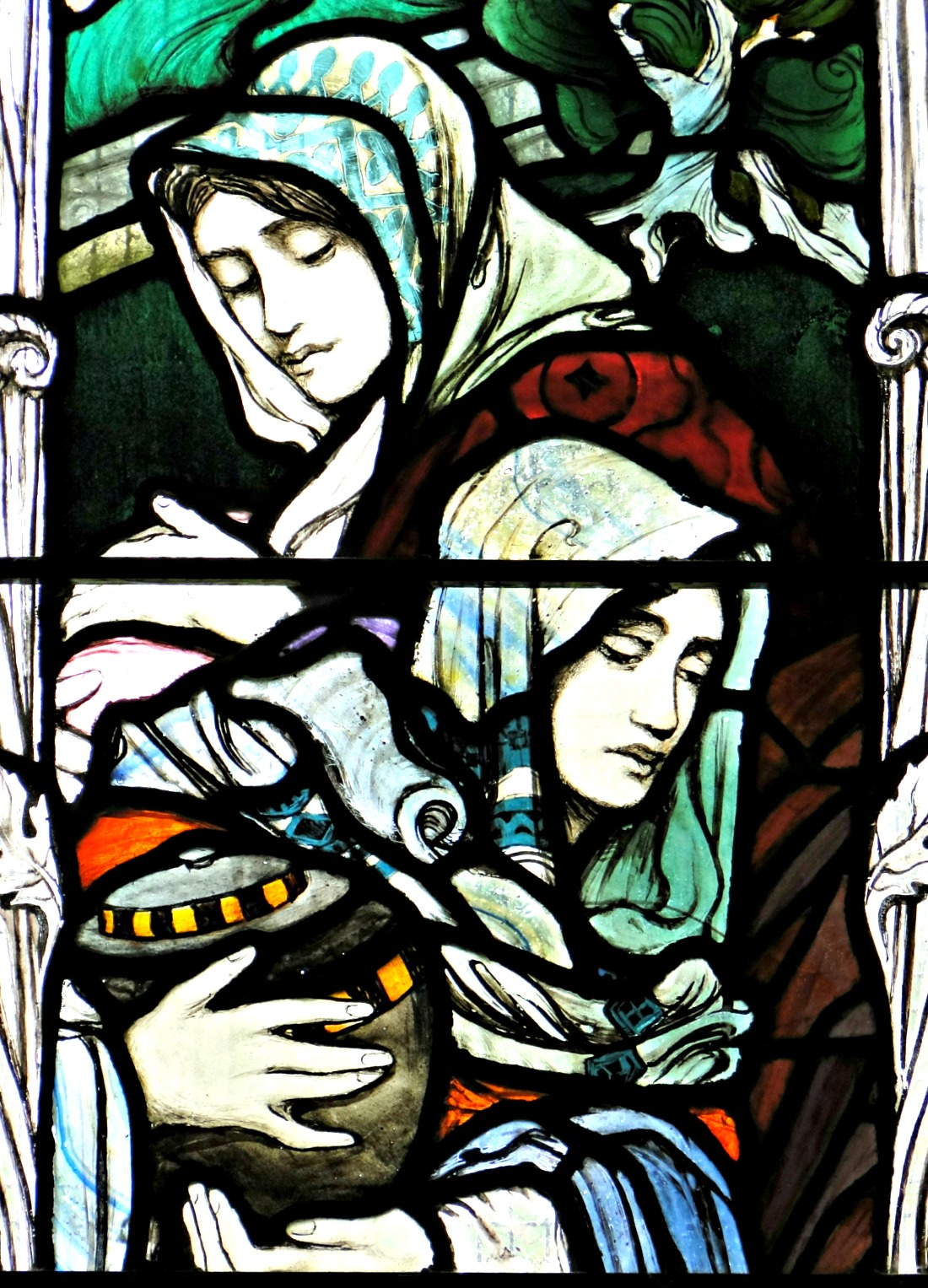
Sturminster Newton, Dorset, (1906)
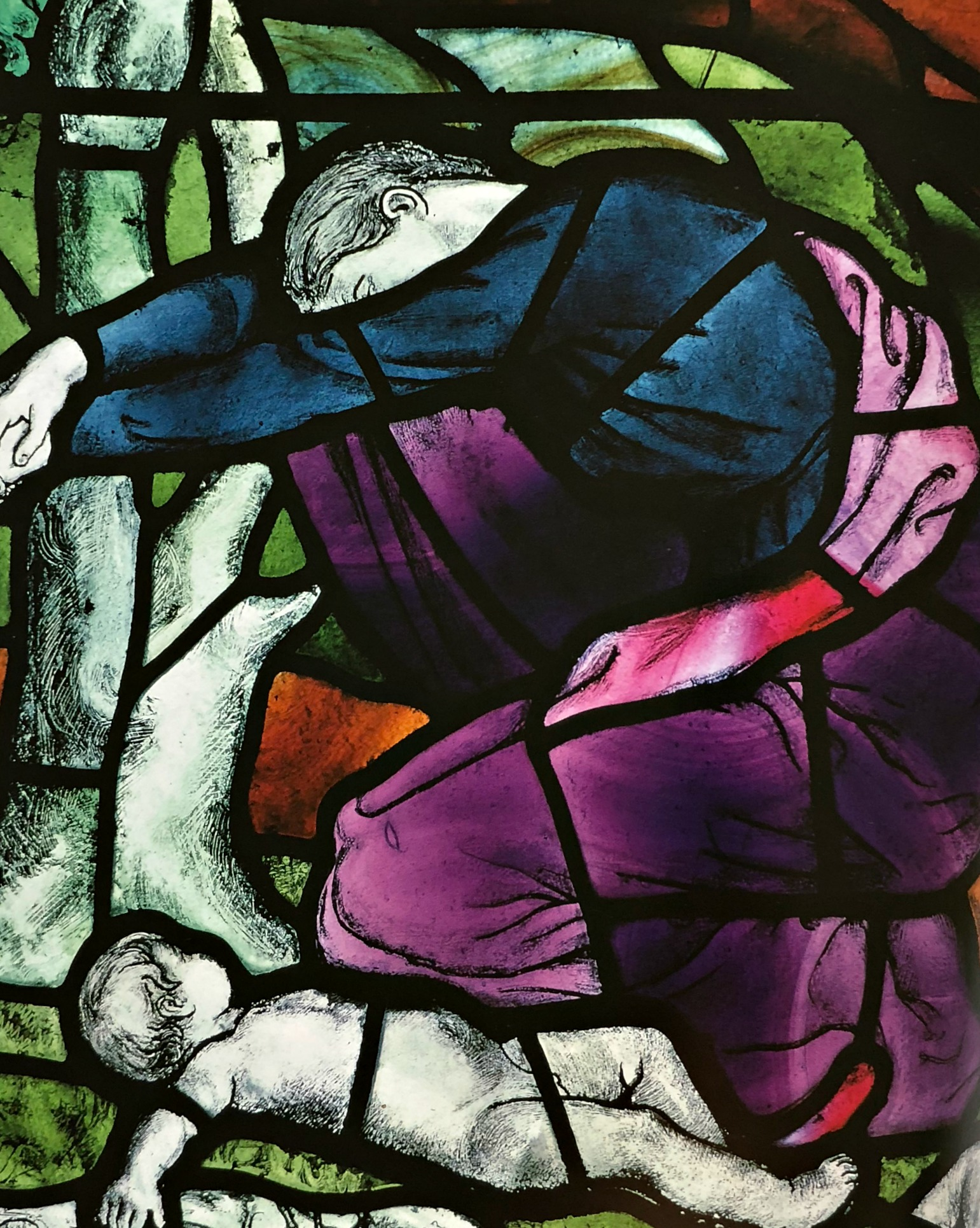
Holy Innocents Church, Lamarsh, Essex (1896)